# RLV-TD

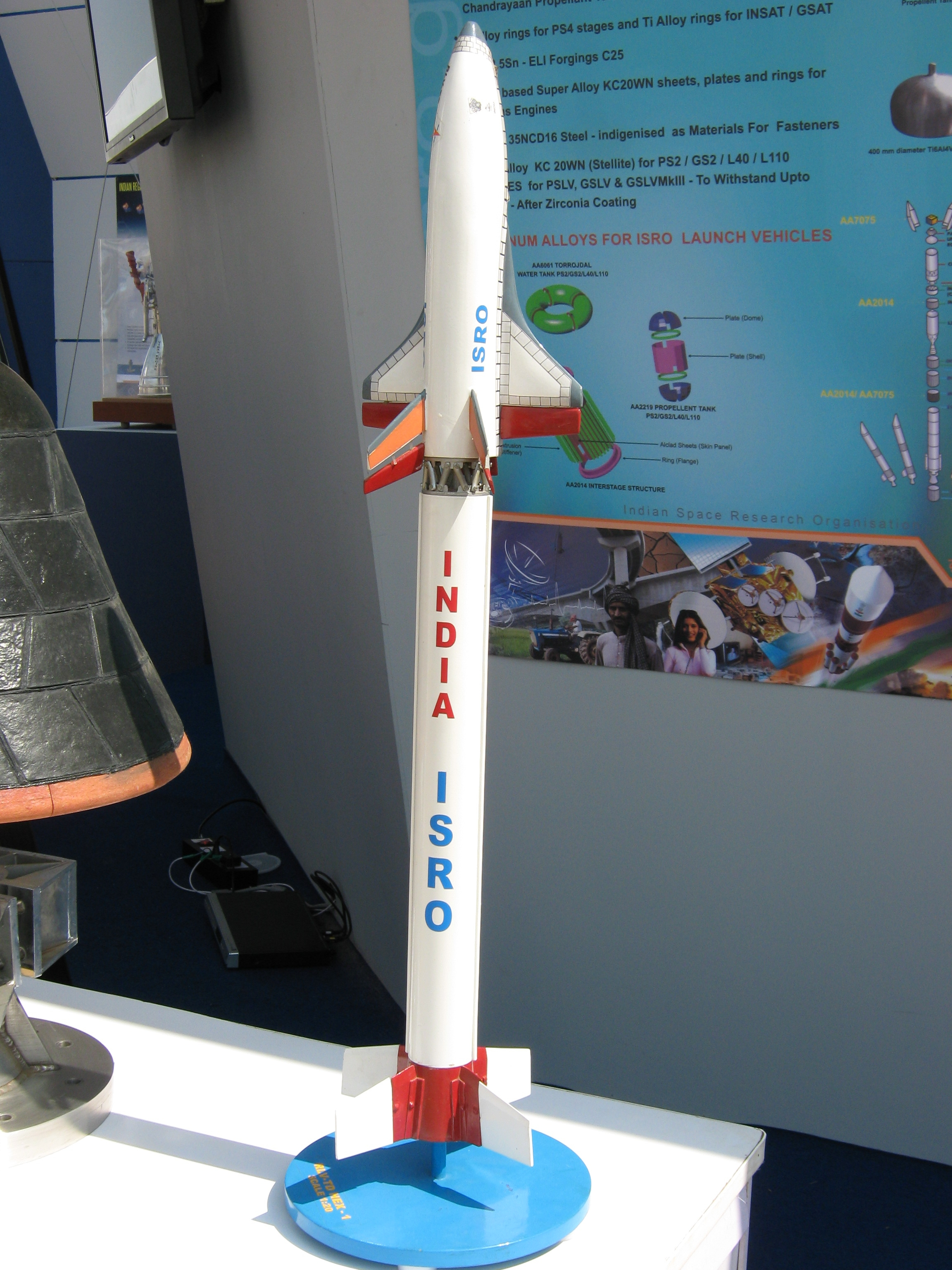
Модель аппарата RLV-TD

RLV-TD (сокр. от Reusable Launch Vehicle-Technology Demonstrator, с англ. — «Многоразовый ракета-носитель — демонстратор технологий») — прототип первой ступени двухступенчатой многоразовой ракеты-носителя TSTO, разрабатываемый Индийской организацией космических исследований (ИСРО) в рамках одноименной программы.
RLV-TD успешно прошла первые испытания 23 мая 2016 года. Полёт длился 770 секунд, при этом аппарат смог подняться до высоты 65 километров. Он предназначен для оценки разрабатываемых технологий, окончательный результат по которым ожидается через 10—15 лет. Разрабатываемый аппарат должен взлетать вертикально, как ракета, его вторая ступень должна выводить спутники на орбиту. После запуска первая ступень должна возвращаться на Землю и совершать посадку на взлётно-посадочную полосу, вторая ступень должна совершать посадку на парашютах.

## Развитие и история
RLV-TD был предложен ИСРО для Программы отработки технологии Reusable Launch Vehicle (RLV, (англ.) многоразовая ракета-носитель). Эта программа включает разработку гиперзвуковой ракеты с воздушно-реактивным двигателям и разработку многоразовой ракеты-носителя.

### Ракета
В январе 2006 года ИСРО завершила проектирование, разработку и испытания Сверхзвукового прямоточного воздушно-реактивного двигателя на собственном космическом центре Vikram Sarabhai Space Centre в городе Тируванантапурам. В ходе наземных испытаний получен результат стабильного сверхзвукового горения в набегающем потоке на скорости 6 Махов, в течение 7 секунд.
3 марта 2010, как сообщает SpaceDaily со ссылкой на PTI, Индийское агентство космических исследований ISRO провело на полигоне Сатиш Дхаван успешные лётные испытания новой геофизической ракеты.
Аппарат ATV-D01 (Advanced Technology Vehicle) взлётной массой 3 т был оснащён имитатором прямоточного воздушно-реактивного двигателя (ПВРД) со сверхзвуковой камерой сгорания (скрамджета).
В ходе проведенных испытаний стартовый двигатель ракеты обеспечил её разгон и поддержание в течение 7 с скорости 6 (+/-0,5) Маха и динамического давления (80+35 кПа). Эти параметры необходимы для инициации и устойчивой работы ПВРД, рассчитанного на гиперзвуковые режимы работы.
Для каких именно целей ведётся разработка гиперзвукового летательного аппарата, не указывалось.

### Многоразовая ракета-носитель
В январе 2012 года, конструкция ИСРО многоразовой ракеты-носителя была утверждена «Национальным Комитетом по пересмотру» и в результате был предоставлен грант на строительство корабля. Аппарат получил название «Reusable Launch Vehicle-Technology Demonstrator» (RLV-TD) — (многоразовый ракета-носитель-демонстратор технологий). ИСРО стремится снизить стоимость доставки груза на низкую околоземную орбиту на 80 % с существующих 20 000 долларов за килограмм (9100 USD/фунт).
RLV-TD разработан с целью проверки различных аспектов, таких как гиперзвуковой полёт, автоматическое приземление, усиленный крейсерский полёт, сверхзвуковой полёт с использованием воздушно-реактивных двигателей и «Гиперзвуковой эксперимент». Серия из пяти испытательных полётов RLV-TD запланирована организацией ИСРО.
- HEX (Hypersonic Flight Experiment, экспериментальный гиперзвуковой полёт): состоялся 23 мая 2016.
- LEX (Landing Experiment, экспериментальная посадка): уточняется.
- REX (Return Flight Experiment, Эксперимент возврата аппарата): уточняется.
- SPEX (Scramjet Propulsion Experiment, испытания Гиперзвукового прямоточного воздушно-реактивного двигателя): уточняется. Испытания отдельного двигателя на стенде прошли 28 августа 2016 года[14]
- HEX1 (Reusable Launch Vehicle Technology Demonstrator Hypersonic Experiment, проверка технологий многоразового возвращаемого Демонстратора Гиперзвукового эксперимента): уточняется.

Команда из 750 инженеров космического центра Викрама Сарабхаи, Национальная аэрокосмическая Лаборатория, Индийский институт технологии и Индийский научный центр разработали дизайн и спроектировали RLV-TD и связанной с ним ракеты. Они испытывали RLV-TD 120 часов в аэродинамической трубе, 5000 часов рассчитывали его гидродинамику и совершили 1100 рейсов в авиасимуляторах. RLV-TD весит 1,75 тонн, имеет размах крыла 3,6 метра, а его полная длина составляет 6,5 метров (без ракеты). На шасси аппарата закреплено 600 термостойких плиток. Форма крыла треугольная, а вертикальные стабилизаторы угловой формы. Общая стоимость проекта составила 950 млн рупий (14,1 млн долл. США). Планируется доработать двигатель так, чтобы он мог использовать кислород из атмосферы, а не сжиженный кислород во время полёта.

## Гиперзвуковой экспериментальный полёт
Первый из пяти гиперзвуковых экспериментальных полётов был проведен 23 мая 2016 года. На суборбитальных лётных испытаниях был проведён тестовый полёт в 07:00 ИСТ (01:30 мск) из космического центра Сатиш Дхаван в Шрихарикоте в штате Андхра-Прадеш (80 км к северу от Ченнаи). Тестовый полёт длился 770 секунд, аппарат достиг максимальной высоты 65 километров (40 миль), пролетел расстояние 450 километров (280 миль) от Шрихарикота, направляясь к точке посадки в назначенном месте в Бенгальском заливе. Однако, аппарат не был рассчитан для приводнения, поэтому разрушился при ударе о воду и уже не подлежал восстановлению.
RLV-TD был установлен в верхней части и запущен на борту одноступенчатой твердотопливной ракеты-носителя (бустер HS9), который был взят от индийской Полярной спутниковой ракеты-носителя и по сути является её боковым ускорителем. Тот вариант ускорителя работал на твёрдом топливе в течение 91 секунд, что позволило разогнать RLV-TD, который после отделения перешёл в суборбитальный полёт и пролетел 65 километров (40 миль). В результате этого полёта были протестированы теплозащитный экран, алгоритмы системы наведения, навигации и управления на гиперзвуковой скорости во время этапа спуска. Для спуска обратно тестируемый аппарат был запрограммирован так, чтобы задирать свой нос вверх, подставляя защитные пластины на нижней стороне и специальное углеродно-волокнистое покрытие носа крышки набегающему воздушному потоку в толще нижних слоев атмосферы. При этом RLV-TD выдержал высокие температуры, возникающие при спуске в атмосфере за счёт его системы тепловой защиты.
Все этапы лётных испытаний были отслежены наземной станцией на космодроме, а также корабельным терминалом. Все цели миссии были выполнены и были проверены технологии, такие как автопилот, наведение и управление, а также испытана многоразовая тепловая защита.